# Twierdzenie o reprezentacji dla krat rozdzielnych
Odwzorowanie Stone’a
Niech {\displaystyle {\mathcal {K}}} będzie kratą rozdzielną i niech {\displaystyle {\mathcal {S}}_{\mathcal {K}}=\{F\subseteq |{\mathcal {K}}|\colon \,F{\text{ jest filtrem pierwszym}}\;\}.} Niech dalej
{\displaystyle {\boldsymbol {\Phi }}(a):=\{F\in {\mathcal {S}}_{\mathcal {K}}\colon \;a\in F\,\}\;,\quad a\in |{\mathcal {K}}|.}
Odwzorowanie {\displaystyle {\boldsymbol {\Phi }}\colon {\mathcal {K}}\to \wp {\big (}{\mathcal {S}}_{\mathcal {K}}{\big )}} nazywamy odwzorowaniem Stone’a.

## Dowód twierdzenia o reprezentacji
Pokażemy, że odwzorowanie Stone’a jest monomorfizmem kraty {\displaystyle {\mathcal {K}}} w kratę mnogościową na zbiorze {\displaystyle \wp {\big (}{\mathcal {S}}_{\mathcal {K}}{\big )}.}
Różnowartościowość
Niech {\displaystyle a\neq b,\,a,b\in |{\mathcal {K}}|.} Bez straty ogólności możemy założyć, że {\displaystyle a\not \leqslant b,} wówczas z twierdzenia o filtrze pierwszym, istnieje filtr pierwszy {\displaystyle F,} dla którego {\displaystyle a\in F} i {\displaystyle b\not \in F.} Wówczas {\displaystyle F\in {\boldsymbol {\Phi }}(a)\setminus {\boldsymbol {\Phi }}(b),} czyli {\displaystyle {\boldsymbol {\Phi }}(a)\neq {\boldsymbol {\Phi }}(b).}
Zgodność z działaniami
Mamy:
{\displaystyle F\in {\boldsymbol {\Phi }}(a\sqcap b)\;\Leftrightarrow \;a\sqcap b\in F\;\Leftrightarrow \;a,b\in F\;\Leftrightarrow \;F\in {\boldsymbol {\Phi }}(a)\cap {\boldsymbol {\Phi }}(b),}
skąd
{\displaystyle {\boldsymbol {\Phi }}(a\sqcap b)={\boldsymbol {\Phi }}(a)\cap {\boldsymbol {\Phi }}(b).}
Dalej:
{\displaystyle F\in {\boldsymbol {\Phi }}(a\sqcup b)\;\Leftrightarrow \;a\sqcup b\in F\;\Leftrightarrow \;a\in F\,\vee \,b\in F\;\Leftrightarrow \;F\in {\boldsymbol {\Phi }}(a)\cup {\boldsymbol {\Phi }}(b),}
skąd
{\displaystyle {\boldsymbol {\Phi }}(a\sqcup b)={\boldsymbol {\Phi }}(a)\cup {\boldsymbol {\Phi }}(b).}
To kończy dowód.

## Przykład

Krata rozdzielna i jej filtry

Jej obraz w reprezentacji Stone’a